# Rosetta (gruppo musicale)
I Rosetta sono un gruppo musicale post metal statunitense, il cui stile incorpora elementi di post-hardcore, drone doom, e musica ambient creando un sound atmosferico che richiama quello di band come Neurosis, Isis e anche di Stars of the Lid (citati dai Rosetta stessi come maggiore influenza), e definito da alcuni anche "space metal". Infatti, i membri della band sono dei grandi appassionati di astronomia e viaggi spaziali.

## Storia
I membri dei Rosetta erano tutti compagni di scuola ai tempi delle superiori, ed hanno fatto parte di band diverse prima di decidere di suonare assieme, peraltro all'ultimo minuto e dopo solo 3 prove, in un concerto. Lo show si tenne il 20 agosto 2003 e fu in gran parte improvvisato. Proprio grazie a questo concerto i 4 musicisti cominciarono a lavorare seriamente insieme arrivando, infine, a produrre il primo demo ufficiale che raccolse subito l'interesse della Translation Loss Records. Il nome della band non viene dalla Stele di Rosetta, ma fu scelto piuttosto per la sua femminilità e bellezza.
Il loro album di debutto, The Galilean Satellites, è costituito da due dischi della durata di un'ora ciascuno (uno più avvicino alla musica metal, l'altro più vicino a quella ambient) sincronizzati insieme. Sebbene originariamente le parti metal e quella ambientali dovessero essere un tutt'uno in un sol disco, la band aveva abbastanza materiale per creare due dischi.
Il loro secondo album, Project Mercury, uno split con i Balboa, fu distribuito nell'aprile del 2007. Dopo un intero tour negli Stati Uniti a luglio, il secondo album solista della band, intitolato Wake/Lift, fu pubblicato il 2 ottobre, di nuovo per la Translation Loss. La distribuzione di Wake/Lift fu accompagnata da alcuni tour negli Stati Uniti e seguita da un tour australiano nel giugno del 2008.

## Formazione
- Michael Armine - manipolazione del suono, voce
- David Grossman - basso
- Bruce McMurtrie Jr. - batteria
- J. Matthew Weed - chitarra elettrica, violino

## Discografia
Album in studio
- 2005 - The Galilean Satellites
- 2007 - Wake/Lift
- 2010 - A Determinism of Morality
- 2013 - The Anaesthete
- 2015 - Quintessential Ephemera
- 2017 - Utopioid

EP
- 2007 - The Cleansing Undertones of Wake/Lift
- 2014 - Flies to Flame
- 2019 - Sower of Wind
- 2019 - Terra Sola

Split
- 2007 - Project Mercury con Balboa

Colonne sonore
- 2007 - Rosetta: Audio/Visual Original Score

Raccolte
- 2016 - A Dead-Ender's Reunion